# Sri-lankische Cricket-Nationalmannschaft in England in der Saison 1988
Die Tour der sri-lankischen Cricket-Nationalmannschaft nach England in der Saison 1988 fand vom 25. August bis zum 4. September 1988 statt. Die internationale Cricket-Tour war Bestandteil der Internationalen Cricket-Saison 1988 und umfasste einen Test und ein ODI. England gewann beide Serien 1–0.

## Vorgeschichte
England spielte zuvor eine Tour gegen die West Indies, für Sri Lanka war es die erste Tour der Saison.
Das letzte Aufeinandertreffen der beiden Mannschaften bei einer Tour fand in der Saison 1984 in England statt.

## Stadien
Die folgenden Stadien wurden für die Tour als Austragungsort vorgesehen.
| Stadion               | Stadt  | Kapazität | Spiele  |
| --------------------- | ------ | --------- | ------- |
| The Oval              | London | 23.500    | 1. ODI  |
| Lord’s Cricket Ground | London | 30.000    | 1. Test |

## Kaderlisten
| Test | Test | ODI | ODI |
| England | Sri Lanka | England | Sri Lanka |
| --- | --- | --- | --- |
| - Kim Barnett - John Emburey - Neil Foster - Graham Gooch - Allan Lamb - David Lawrence - Phil Newport - Derek Pringle - Tim Robinson - Jack Russell - Robin Smith | - Brendon Kuruppu - Graeme Labrooy - Ranjan Madugalle - Ranjith Madurasinghe - Chaminda Mendis - Champaka Ramanayake - Arjuna Ranatunga - Rumesh Ratnayeke - Athula Samarasekera - Jayantha Silva - Aravinda de Silva | - Rob Bailey - Kim Barnett - Neil Foster - Graham Gooch - Allan Lamb - Vic Marks - Derek Pringle - Tim Robinson - Jack Russell - Gladstone Small - Robin Smith | - Don Anurasiri - Brendon Kuruppu - Graeme Labrooy - Ranjan Madugalle - Ranjith Madurasinghe - Chaminda Mendis - Arjuna Ranatunga - Rumesh Ratnayeke - Athula Samarasekera - Hashan Tillakaratne - Aravinda de Silva |

## Test in London
| 25. – 30. August Scorecard | London (Lord’s) | Sri Lanka 194 (65.5) & 331 (109.3) | – | England 429 (143.2) & 100-3 (34.4) |
|                            |                 | England gewinnt mit 7 Wickets      |   |                                    |

## One-Day International in London
| 4. September Scorecard | London (Oval) | Sri Lanka 242-7 (55/55)       | – | England 245-5 (52.4/55) |
|                        |               | England gewinnt mit 5 Wickets |   |                         |